# Altstadt Jonava

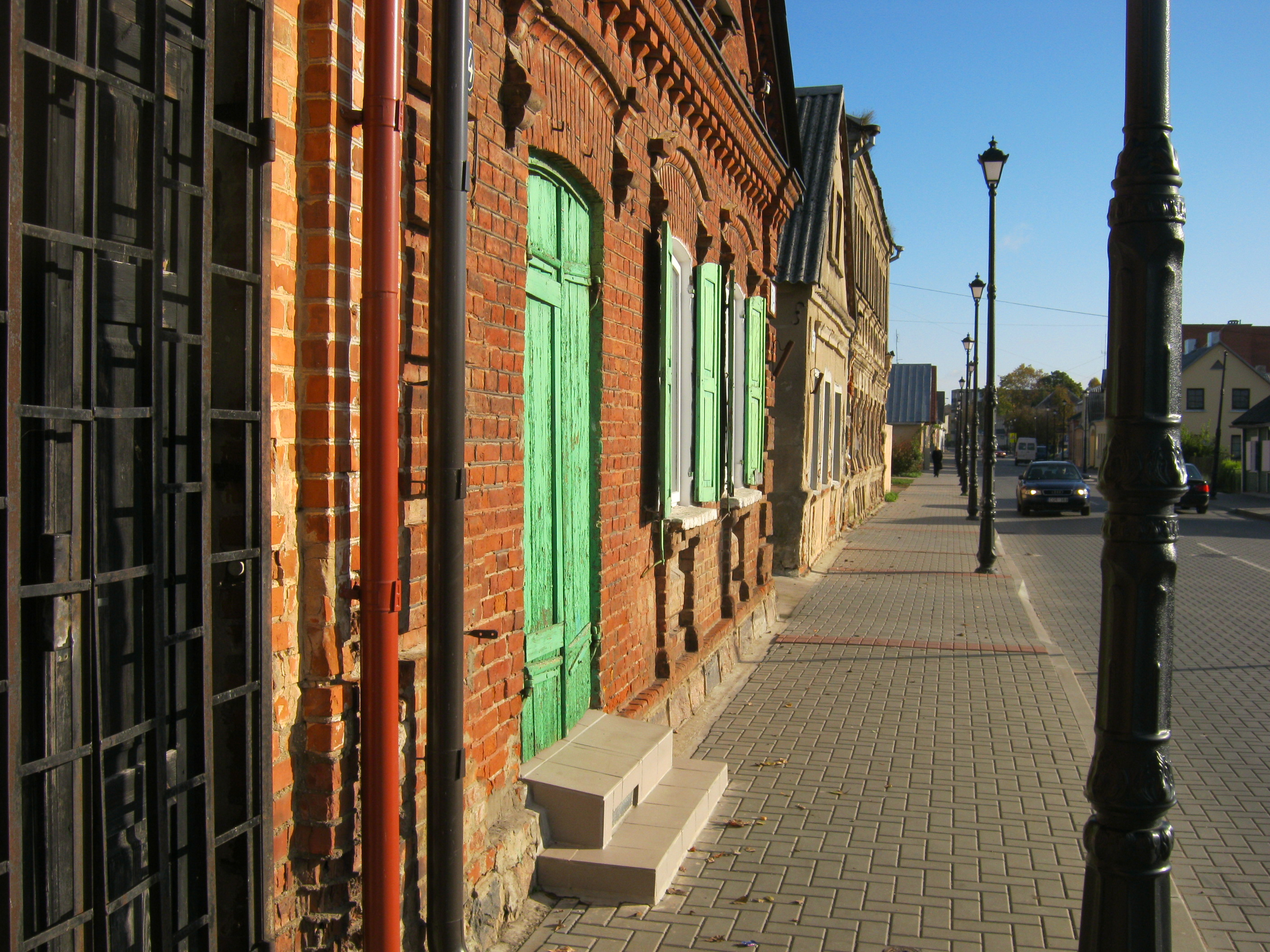
Historische jüdische Läden in der Kauno-Str.

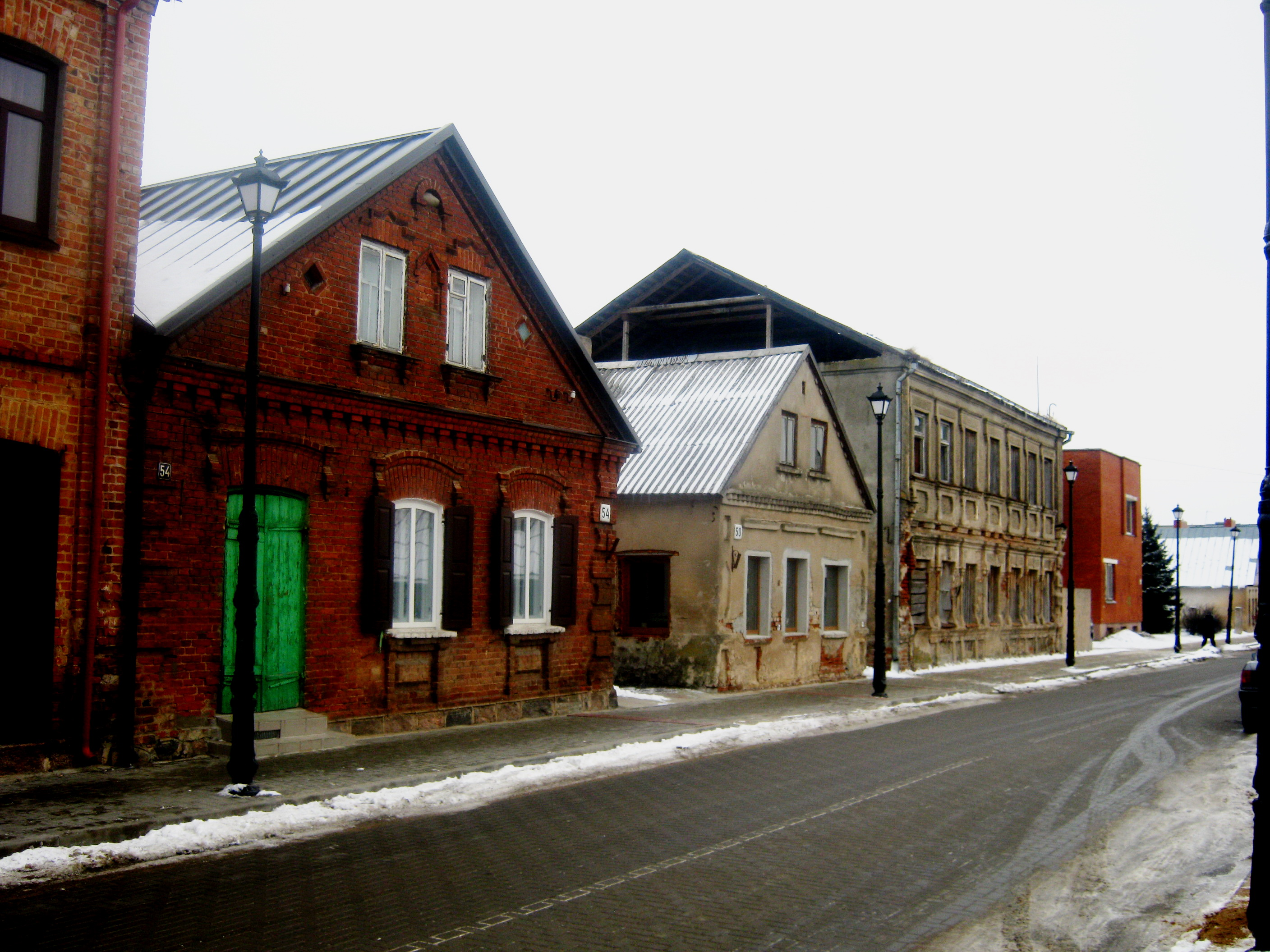
Historische jüdische Gebäude in der Kauno-Str.

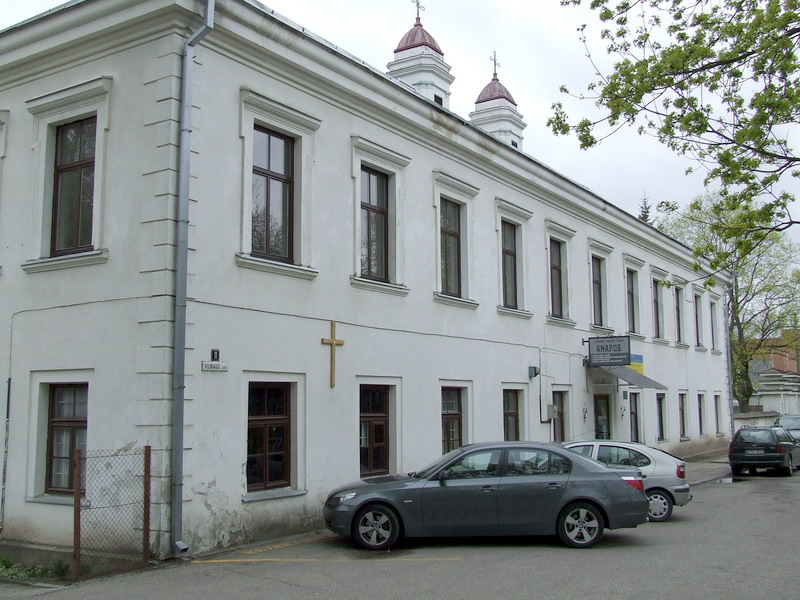
Kloster Jonava

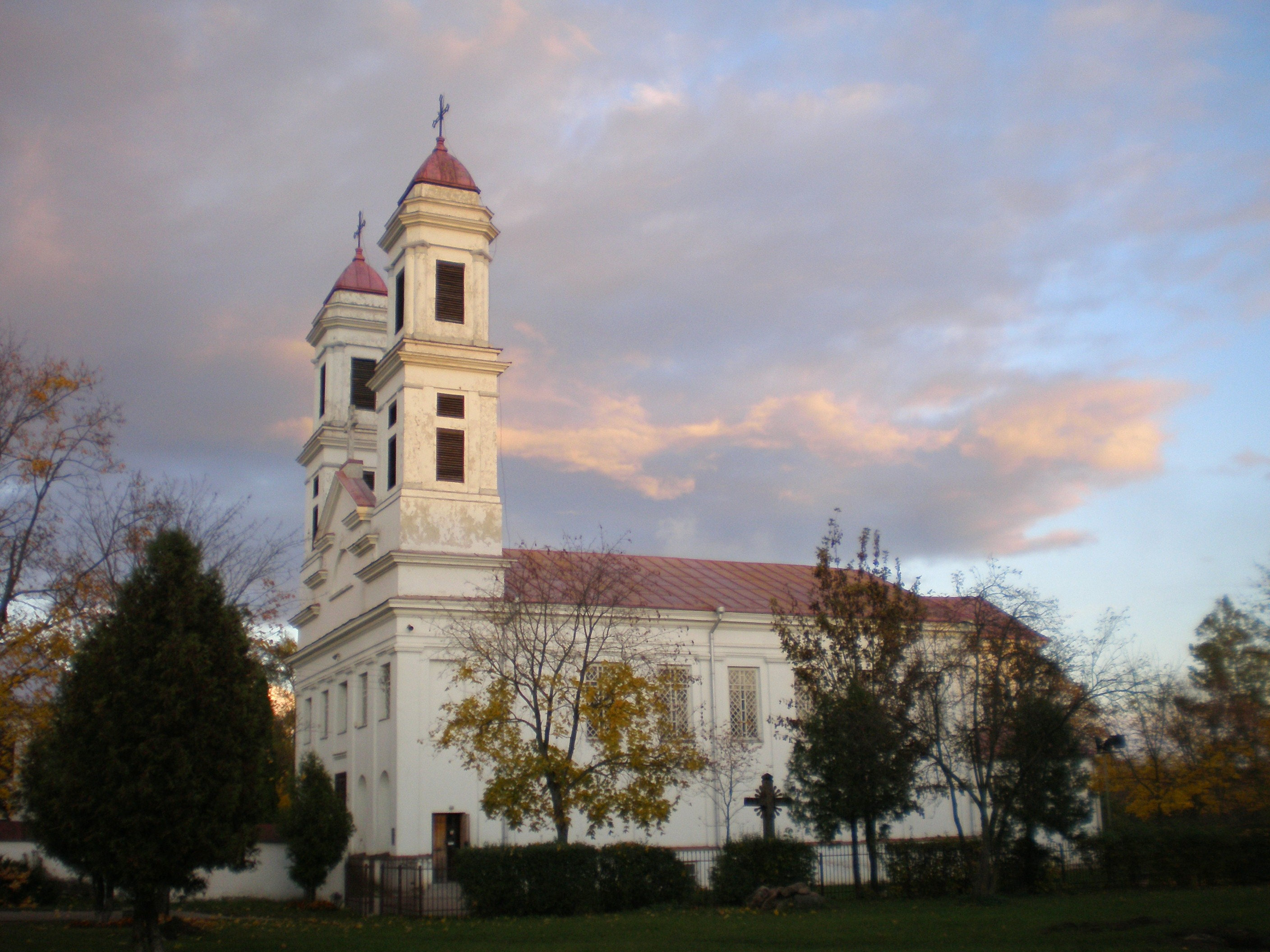
Kirche des Heiligen Apostels Jakobus

Die Altstadt Jonava (lit. Jonavos senamiestis) ist der älteste Stadtteil der litauischen neuntgrößten Stadt Jonava. Sie liegt am rechten Ufer der Neris und gehört zum Amtsbezirk Jonava. Die Altstadt Jonava umfasst Kaunas-, Vilnius-, Klaipėda-, Sodų-, Taikos- und andere Straßen. Der Senamiesčio-Wahlbezirk Nr. 6  (Senamiesčio rinkimų apylinkė Nr. 6) hatte 2280 Wahlberechtigte (2012).

## Geschichte
1750 baute man die erste hölzerne katholische Kirche. 1776 ging das Nachbardorf Skaruliai an Bischof Juozapas Kazimieras Kosakovskis (1738–1794) über, und es wurde das Kloster Jonava für Marianer gegründet. 1791 wurden die heutige St. Apostel Jacob Kirche und das Kloster gebaut. Diese Gebäude bildeten den Stadtkern. Zum Stadtzentrum kamen die ersten Einwohner von Nachbardörfern. Die Stadt Jonava bestand im 18. Jahrhundert aus dem Gutshof und der Siedlung am rechten Flussufer der Neris.
1827 wurden die Trinitarier aus Jonava von der Regierung vertrieben. Im Kloster ließen sich Soldaten bis 1894 nieder.
Der Ort Jonava erhielt 1864 Stadtrecht. Nach dem großen Brand 1904 im Städtchen Jonava, der beinahe die Kirche gefährdete, wurde das Gebäude des Klosters der Kirchengemeinde 1908 verkauft.

## Gebäude

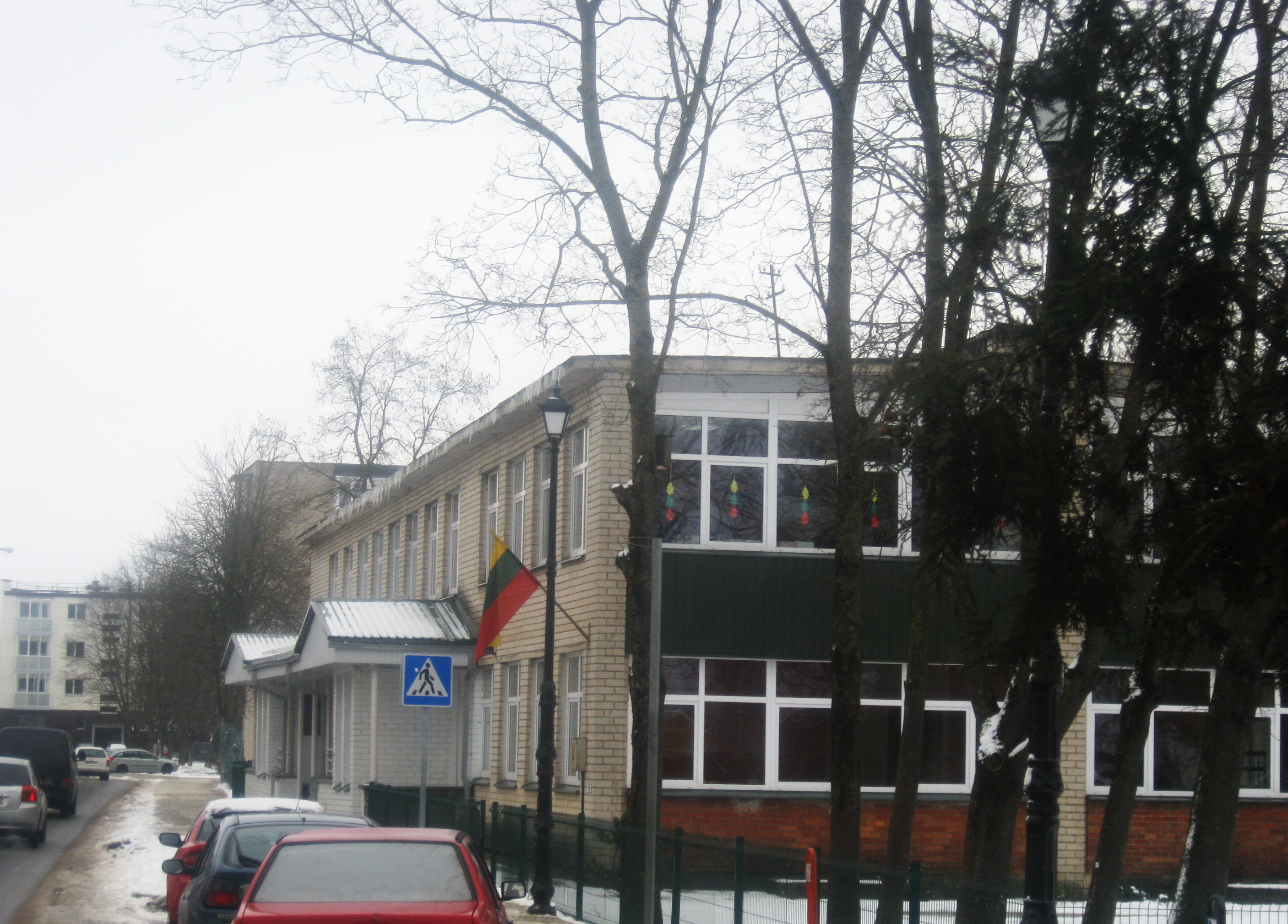
Panerio-Grundschule Jonava

- Kirche des Heiligen Apostels Jakobus, gebaut 1793 (Architekt Laurynas Stuoka-Gucevičius)
- Kloster Jonava, Vilniaus g. 11
- Synagoge Jonava
- Panerio-Grundschule Jonava, Kauno g. 9
- Santarvė-Mittelschule Jonava, Kauno g. 53
- Altstädtisches Gymnasium Jonava, Kauno g. 76
- Polizeikommissariat der Rajongemeinde Jonava, Klaipėdos g. 4
- Staatsanwaltschaft der Rajongemeinde Jonava, Sodų g. 42
- Unterabteilung Jonava der Abteilung Kaunas des Vorstands des Pflichtsozialversicherungsfonds, Kauno g. 20 / Taikos g. 10